# Alberto Buccicardi
Alberto Bucciardi (11 maggio 1914 – 8 dicembre 1970) è stato un allenatore di calcio cileno.

## Carriera
Guidò la nazionale cilena ai Mondiali del 1950.